# Coupe du monde féminine de cyclisme sur route 2006
Navigation
Coupe du monde 2005 Coupe du monde 2007
La Coupe du monde de cyclisme sur route féminine 2006 est la 9e édition de la Coupe du monde de cyclisme sur route féminine. Cette édition a eu lieu entre le 26 février et le 10 septembre.
C'est la coureuse britannique Nicole Cooke qui remporte le classement final pour la deuxième année après l'édition 2003. L'équipe Univega Pro Cycling Team remporte le premier classement par équipes de la Coupe du monde.

## Courses
| #  | Date         | Course                               | Vainqueur                | Équipe                     | Leader de la coupe du monde |
| -- | ------------ | ------------------------------------ | ------------------------ | -------------------------- | --------------------------- |
| 1  | 26 février   | Geelong World Cup                    | Ina-Yoko Teutenberg      | T-Mobile Women             | Ina-Yoko Teutenberg         |
| 2  | 5 mars       | New Zealand World Cup                | Sarah Ulmer              | Nouvelle-Zélande           | Ina-Yoko Teutenberg         |
|    | 18 mars      | Primavera Rosa                       | Course annulée           | Course annulée             | Course annulée              |
| 3  | 2 avril      | Tour des Flandres féminin            | Mirjam Melchers          | Buitenpoort-Flexpoint Team | Ina-Yoko Teutenberg         |
| 4  | 19 avril     | Flèche wallonne                      | Nicole Cooke             | Univega Pro Cycling Team   | Ina-Yoko Teutenberg         |
| 5  | 23 avril     | Tour de Berne                        | Zulfiya Zabirova         | Bigla Cycling Team         | Nicole Cooke                |
| 6  | 7 mai        | Gran Premio Castilla y Leon          | Nicole Cooke             | Univega Pro Cycling Team   | Nicole Cooke                |
| 7  | 27 mai       | Coupe du Monde de Montréal           | Judith Arndt             | T-Mobile Women             | Nicole Cooke                |
| 8  | 28 juillet   | Open de Suède Vårgårda               | Susanne Ljungskog        | Buitenpoort-Flexpoint Team | Nicole Cooke                |
| 9  | 30 juillet   | L'Heure d'Or Féminine                | Univega Pro Cycling Team | Univega Pro Cycling Team   | Nicole Cooke                |
| 10 | 26 août      | Grand Prix de Plouay                 | Nicole Brändli           | Bigla Cycling Team         | Nicole Cooke                |
| 11 | 3 septembre  | Lowland International Rotterdam Tour | Ina-Yoko Teutenberg      | T-Mobile Women             | Nicole Cooke                |
| 12 | 10 septembre | Tour de Nuremberg                    | Regina Schleicher        | Nürnberger Versicherung    | Nicole Cooke                |

## Classements finals

### Classement individuel
| #  | Cycliste            | Équipe                     | 1  | 2  | 3  | 4  | 5  | 6  | 7  | 8  | 9  | 10 | 11 | 12  | Total |
| -- | ------------------- | -------------------------- | -- | -- | -- | -- | -- | -- | -- | -- | -- | -- | -- | --- | ----- |
| 1  | Nicole Cooke        | Univega Pro Cycling Team   | 18 | 0  | 24 | 75 | 27 | 75 | 50 | 50 | 35 | 35 | 30 | 54  | 473   |
| 2  | Ina-Yoko Teutenberg | T-Mobile Women             | 75 | 35 | 10 | 0  | 0  | 0  | -  | 0  | 16 | 0  | 75 | 100 | 311   |
| 3  | Annette Beutler     | Buitenpoort-Flexpoint Team | 21 | 24 | 7  | 6  | 18 | 3  | 30 | 27 | 30 | 21 | 27 | 30  | 244   |
| 4  | Judith Arndt        | T-Mobile Women             | 0  | 0  | 15 | 50 | 30 | 50 | 75 | 0  | 16 | 0  | 0  | 0   | 236   |
| 5  | Susanne Ljungskog   | Buitenpoort-Flexpoint Team | 4  | 21 | 18 | 4  | 10 | 35 | 0  | 75 | 30 | 24 | -  | -   | 221   |
| 6  | Oenone Wood         | Nürnberger Versicherung    | 0  | 50 | 0  | 30 | 50 | 10 | 0  | 10 | 30 | 0  | 0  | 0   | 170   |
| 7  | Regina Schleicher   | Nürnberger Versicherung    | -  | -  | 0  | 0  | 0  | 0  | -  | 0  | -  | 0  | 0  | 150 | 150   |
| 8  | Trixi Worrack       | Nürnberger Versicherung    | 0  | 5  | 0  | 35 | 11 | 0  | 27 | 30 | 20 | 0  | 11 | 0   | 139   |
| 9  | Giorgia Bronzini    | AS Team FRW                | 7  | 0  | -  | -  | -  | -  | -  | -  | -  | 50 | 0  | 70  | 127   |
| 10 | Zulfiya Zabirova    | Bigla Cycling Team         | -  | -  | 30 | 0  | 75 | 0  | -  | 0  | 15 | 0  | -  | -   | 120   |

### Classement par équipes
| #  | Équipe                              | Code | 1  | 2  | 3   | 4  | 5  | 6  | 7  | 8   | 9   | 10 | 11 | 12  | Total |
| -- | ----------------------------------- | ---- | -- | -- | --- | -- | -- | -- | -- | --- | --- | -- | -- | --- | ----- |
| 1  | Univega Pro Cycling Team            | UPT  | 35 | 44 | 74  | 84 | 27 | 93 | 63 | 68  | 140 | 40 | 51 | 88  | 807   |
| 2  | T-Mobile Women                      | TMP  | 75 | 35 | 25  | 50 | 30 | 50 | 82 | 21  | 64  | 0  | 75 | 100 | 607   |
| 3  | Buitenpoort-Flexpoint Team          | BFL  | -  | -  | 132 | 31 | 10 | 61 | -  | 103 | 120 | 45 | 80 | -   | 582   |
| 4  | Nürnberger Versicherung             | NUR  | 35 | 55 | 0   | 65 | 61 | 10 | 27 | 40  | 80  | 2  | 12 | 150 | 537   |
| 5  | Bigla Cycling Team                  | BCT  | -  | -  | 32  | 33 | 89 | 6  | -  | 35  | 60  | 75 | 0  | 36  | 366   |
| 6  | AA-Drink Cycling Team               | AAD  | -  | -  | 30  | 3  | 9  | 30 | -  | 57  | 100 | 10 | 43 | 22  | 304   |
| 7  | Nobili Rubinetterie-Menikini-Cogeas | NMC  | 55 | 22 | 8   | 26 | 17 | 47 | 0  | 4   | 56  | 11 | 6  | 14  | 266   |
| 8  | Bianchi-Aliverti-Kookai             | ALI  | -  | -  | 35  | 5  | 5  | 15 | -  | 0   | 52  | 78 | 21 | -   | 211   |
| 9  | Italie                              | ITA  | 10 | -  | -   | -  | 1  | -  | -  | -   | -   | 0  | 19 | 134 | 164   |
| 10 | ELK Haus-NÖ                         | EKN  | 21 | 24 | 7   | 6  | 18 | 3  | 36 | 2   | -   | 0  | 0  | 0   | 117   |